# Голая (приток Балыклейки)
Голая — река в России, протекает в Ольховском и Дубовском районах Волгоградской области. Правый приток Балыклейки, в настоящее время впадает в Балыклейский залив Волгоградского водохранилища.

## География
Голая начинается в селе Липовка и течёт на юго-восток. Ниже Липовки запружена. На правом берегу хутор Щепкин. Голая впадает в Балыклейский залив в 12 км от его устья. Длина реки составляет 24 км, площадь водосборного бассейна — 240 км².

## Данные водного реестра
По данным Государственного водного реестра России, относится к Нижневолжскому бассейновому округу, водохозяйственный участок реки — Волга от Саратовского гидроузла до Волгоградского гидроузла, без рек Большой Иргиз, Большой Караман, Терешка, Еруслан, Торгун. Речной бассейн реки — Волга от верхнего Куйбышевского водохранилища до впадения в Каспий.
Код объекта в государственном водном реестре — 11010002212112100011388